# L'Amour à 20 ans
L'amour à vingt ans (Francês: "L'Amour à vingt ans", Japonês: "二十歳の恋", romanizado: "Hatachi no koi", Italiano: "L'amore a vent'anni", Alemão: "Liebe mit zwanzig"', Polonês: Miłość dwudziestolatków) é um filme de 1962 composto por cinco segmentos, de cinco diretores de cinco países.
O primeiro segmento, é intitulado "Antoine and Colette", é de François Truffaut (França) e retoma a história de Antoine Doinel (Jean-Pierre Léaud), cuja primeira aparição ocorrera em Os Incompreendidos (The 400 Blows). O segundo segmento, foi a estréia de Renzo Rossellini (Itália) como diretor e conta a história de uma amante que perde seu amante para uma mulher mais velha, rica e apreciativa. O terceiro, do diretor de cinema japonês Shintarō Ishihara, é descrito como um conto de amor obsessivo e mórbido. O quarto segmento, de Marcel Ophüls (Alemanha) tem uma história  de uma mãe solteira que planeja uma armadilha para o pai de seu bebê. Finalmente, o quinto segmento, de Andrzej Wajda (Polônia), intitulado Warszawa, descreve uma breve ligação intergeracional baseada em múltiplos mal-entendidos. 
Os episódios são amarrados com fotos de Henri Cartier-Bresson e uma trilha sonora de jazz melancólica de Georges Delerue. Os segmentos de Truffaut e Wajda (o primeiro e o último, respectivamente) são considerados os destaques da coleção. 